# Allantodia spectabilis
Allantodia spectabilis là một loài thực vật có mạch trong họ Woodsiaceae. Loài này được (Wall. ex Mett.) Ching miêu tả khoa học đầu tiên năm 1964.